# Bret Easton Ellis
Bret Easton Ellis ( rođen 7. ožujka 1964. u Los Angelesu) američki je romanopisac, scenarist te pisac kratkih priča. Najpoznatiji je po kontroverznim bestsellerima Manje od nule (1985.) i Američki psiho (1991.). Samoprozvani je satiričar koji piše u minimalističkom stilu gdje su ekstremni činovi i stavovi likova iz njihove perspektive opisani hladno i neutralno. Kasniji romani poput Lunar Park (2006.) i Kraljevski apartmani (2010.) imaju i elemente metafikcije. Njegova djela prevedena su na 27 jezika. Manje od nule, Pravila privlačnosti, Američki psiho i The Informers su adaptirani u filmove. Napisao je scenarij za film Paula Schrradera The Canyons iz 2013. godine.

## Objavljena djela

### Romani
- Less Than Zero (1985.) na hrvatski jezik preveden kao Manje od nule
- The Rules of Attraction (1987.) na hrvatski jezik preveden kao Pravila privlačnosti
- American Psycho (1991.) na hrvatski jezik preveden kao Američki psiho
- Glamorama (1998.)
- Lunar Park (2006.)
- Imperial Bedrooms (2010.) na hrvatski jezik preveden kao Kraljevski apartmani
- The Shards (2023.)

### Zbirke kratkih priča
- The Informers (1994.)